# خماسي كربونيل هيدريد المنغنيز
خماسي كربونيل هيدريد المنغنيز هو مركب منغنيز عضوي صيغته HMn(CO)5، ويوجد في الشروط القياسية على هيئة سائل عديم اللون.

## التحضير
توجد عدة طرائق لتحضير هذا المركب، منها اختزال مركب عشاري كربونيل ثنائي المنغنيز باستخدام ثلاثي إيثيل بورهيدريد الليثيوم LiTEBH.

## الخواص
يوجد المركب في الشروط القياسية على هيئة سائل عديم اللون، ولكن دون نقطة انصهاره يمكن أن يتسامى تحت الفراغ. للمركب بنية ثمانية الوجوه.

## الاستخدامات
يمكن أن يستخدم المركب من أجل اختزال الأوليفينات ومركبات عضوية أخرى.